# Leo Román
Leonardo "Leo" Román Riquelme (nascut el 6 de juliol de 2000) és un futbolista professional eivissenc que juga com a porter al RCD Mallorca.

## Carrera de club
Román va néixer a Eivissa, Illes Balears, i va representar la UD Atlético Isleño, el CF Sant Rafel i l'Atlètic Penya Blanc-i-Blava abans d'incorporar-se a l'equip juvenil de l'SCR Peña Deportiva el 2017. El 31 d'agost de 2018, després d'acabar la formació, va tornar cedit al Sant Rafel per a la temporada, sent destinat a la plantilla del primer equip de Tercera Divisió.
Román va debutar com a sènior el 3 de novembre de 2018, començant com a titular en una derrota per 1-2 fora de casa contra la UE Poblera. Va tornar a Peña el juny següent, després de jugar 14 partits, i va ser destinat a la plantilla del primer equip de la Segona Divisió B.
El 6 d'agost de 2020, Román va signar un contracte de quatre anys amb el RCD Mallorca i va ser assignat inicialment al filial també a la quarta divisió. Va debutar amb el primer equip el 16 de desembre de l'any següent, començant en un gol de 6-0 a la UD Llanera a la Copa del Rei de la temporada.
Román va jugar el seu primer partit amb el Mallorca contra un equip professional el 5 de gener de 2022, ja que va jugar els 90 minuts complets en una victòria per 2-1 a la SD Eibar, també a la Copa nacional. Va debutar a la Lliga tres dies més tard, començant com a titular en una derrota fora de casa per 0-2 contra el Llevant UE.
El 12 de juliol de 2022, Román va renovar el seu contracte amb els Vermellons fins al 2026. El 28 de juny de 2023 va ser cedit al Reial Oviedo de segona divisió per a la temporada.

## Vida personal
El pare de Román, Vicente, també va ser futbolista i porter que després va ser entrenador, mentre que el seu germà gran Alejandro també juga en la mateixa posició. El seu pare també va representar la Peña Deportiva i va dirigir els seus dos fills a Sant Rafel.